# Pfarrkirche St. Stefan im Rosental

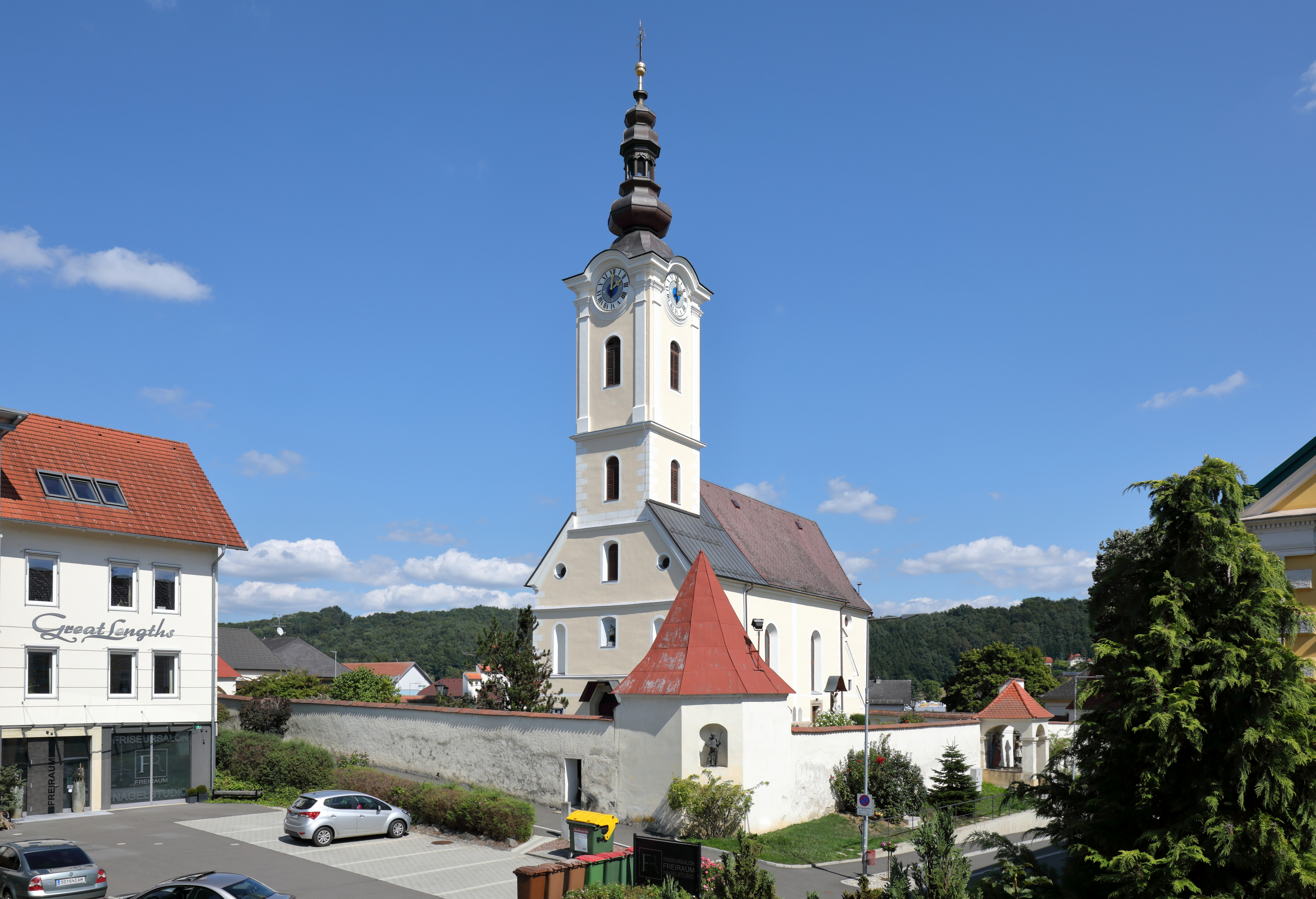
Katholische Pfarrkirche hl. Stefan in Sankt Stefan im Rosental

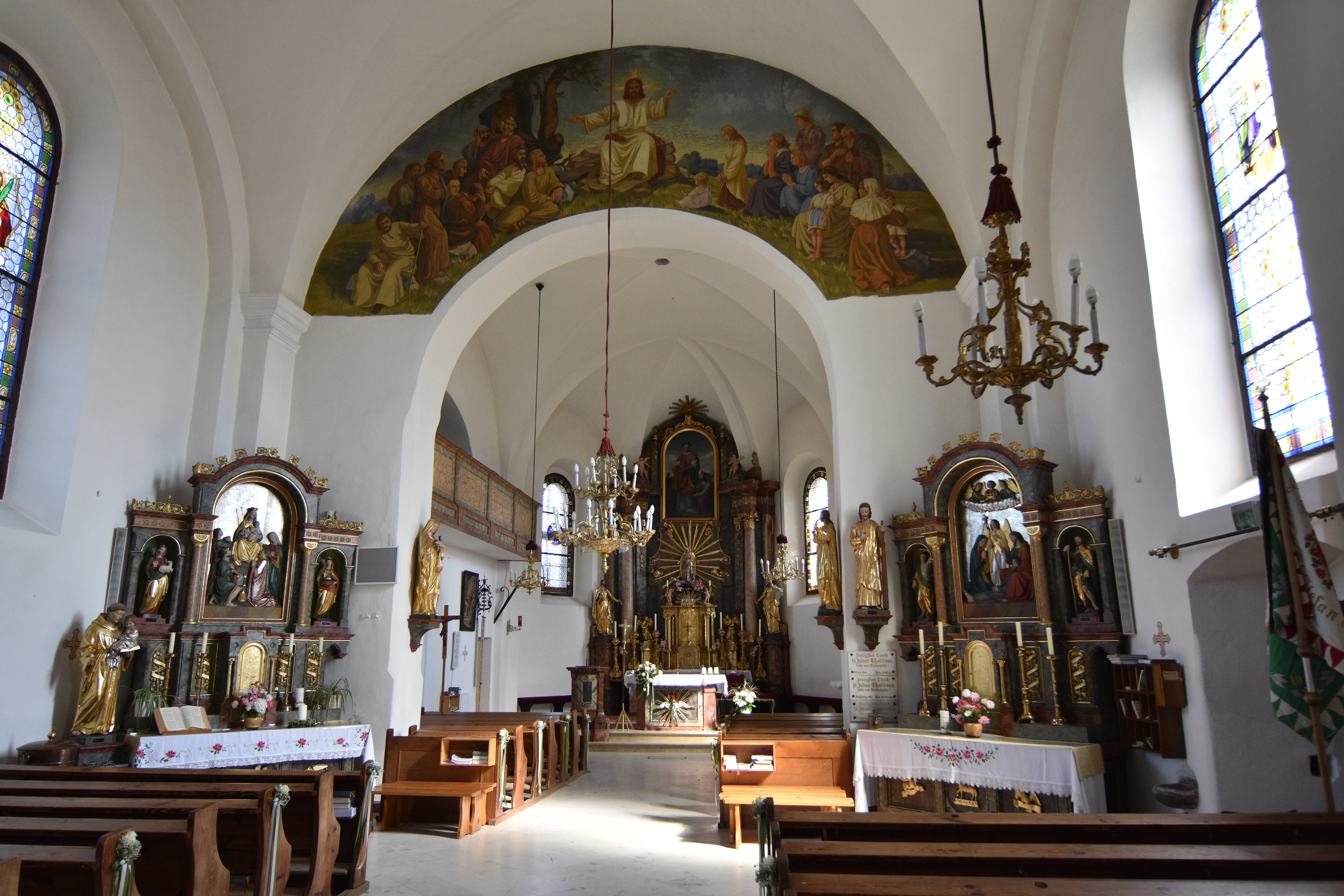
Langhaus, Blick zum Chor

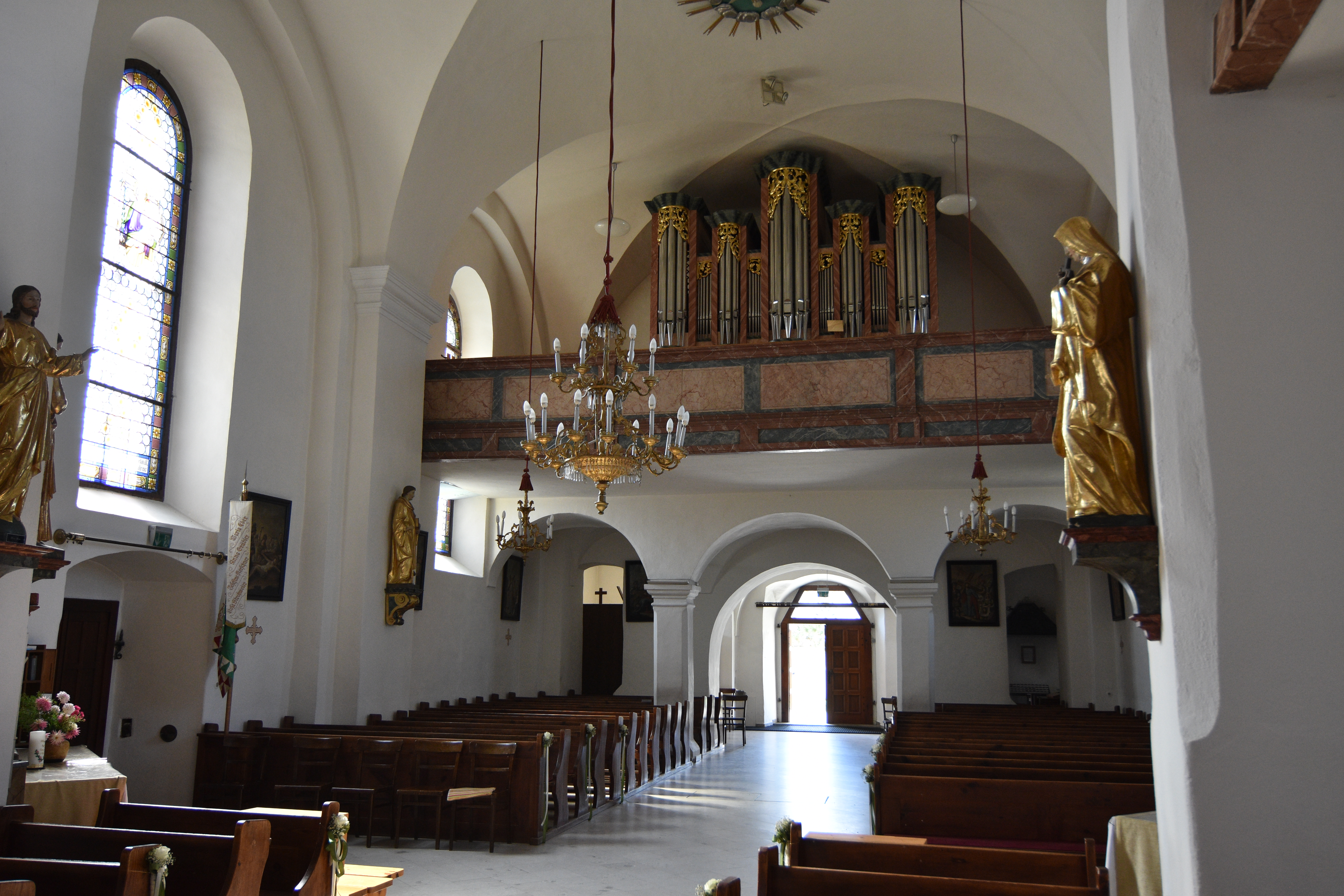
Langhaus, Blick zur Orgelempore

Die römisch-katholische Pfarrkirche St. Stefan im Rosental steht in der Marktgemeinde Sankt Stefan im Rosental im Bezirk Südoststeiermark in der Steiermark. Die dem Patrozinium des heiligen Stephanus unterstellte Pfarrkirche gehört zur Region Südoststeiermark (Dekanat Graz-Land) in der Diözese Graz-Seckau. Das Kirchengebäude steht unter Denkmalschutz (Listeneintrag).

## Geschichte
Urkundlich wurde 1265 eine Kirche genannt. Im Jahr 1660 wurde die Kirche neu gebaut. Die Sakristei ist von 1842. 1970/1971 erfolgte eine Gesamtrestaurierung.

## Architektur
Der in die Westfront eingestellte Turm trägt einen gegliederten Zwiebelhelm von 1795.
Das zweieinhalbjochige Langhaus hat ein Kreuzgratgewölbe auf flachen Wandvorlagen. Der einjochige Chor annähernd in der Breite des Langhauses hat einen Dreiachtelschluss und querovale Oberfenster. Die dreiachsige Orgelempore wurde 1937 erweitert.
Über dem Fronbogen befindet sich das Fresko Predigt Christi, gemalt von dem Bildhauer und Maler Johann Reiter 1947.

## Einrichtung
Der Hochaltar aus der zweiten Hälfte des 18. Jahrhunderts hat ein Altarblatt aus der zweiten Hälfte des 19. Jahrhunderts. Die Seitenaltäre und die Kanzel wurden bei der letzten Renovierung entfernt. Das schmiedeeiserne Kommunikationsgitter entstand in der Mitte des 18. Jahrhunderts.
Die Orgel baute Rieger-Neubauer 1937.

## Kirchhof
Der Kirchhof umsteht die Kirche in einem Viereck mit einer nach innen abgedeckten Mauerkrone. Die Ummauerung hat 110 Nischen und vier Initienkapellen in den Ecken aus dem dritten Viertel des 17. Jahrhunderts. Die Initienkapelle beinhalten Malereien aus der zweiten Hälfte des 18. Jahrhunderts. Das Südportal hat Steinfiguren der Heiligen Johannes Nepomuk, Benedikt und Stephanus aus der Mitte des 18. Jahrhunderts. Neben und vor dem Südportal steht eine Kapelle mit einer Marienfigur aus der Mitte des 17. Jahrhunderts.